# Obscene Extreme
Obscene Extreme – jeden z największych na świecie festiwali ekstremalnych gatunków muzyki odbywający się corocznie w lipcu w Czechach. Pierwsza edycja odbyła się w 1999 roku, podczas której wystąpiło prawie 40 zespołów. Z wyjątkiem roku 2009, gdy festiwal odbył się w Svojšicach, wszystkie edycje odbywają się w czeskim Trutnovie na „Bojisti”, czyli w dosłownym tłumaczeniu na „polu bitwy”.
Na festiwalu występują wykonawcy prezentujący najbardziej ekstremalne gatunki muzyki takie jak grindcore, goregrind, death metal, thrash metal oraz wszelkie pokrewne. Infrastruktura festiwalu zajmuje miejsce na terenie starego amfiteatru. W trakcie kilkudniowego festiwalu na scenie prezentuje się kilkudziesięciu wykonawców. Ważnym elementem festiwalu jest image uczestników. Zespoły występują poubierane w zakrwawione kitle chirurgiczne (np. zespół General Surgery) czy kombinezony ochronne do prac w szambie (Gutalax). Do tej konwencji dopasowuje się też publiczność przychodząca w strojach kąpielowych, kostiumach dla dzieci, kaftanach bezpieczeństwa i poplamionych fartuchach chirurgicznych. Wszędzie przewija się pełno gumowych zabawek i przyrządów z sex shopów.
Charakterystyczną cechą też jest fakt, że na festiwalu nie ma barierek, które odgradzałaby publiczność od sceny, a co za tym idzie nie ma i fosy, w której fotoreporterzy zazwyczaj robią zdjęcia.

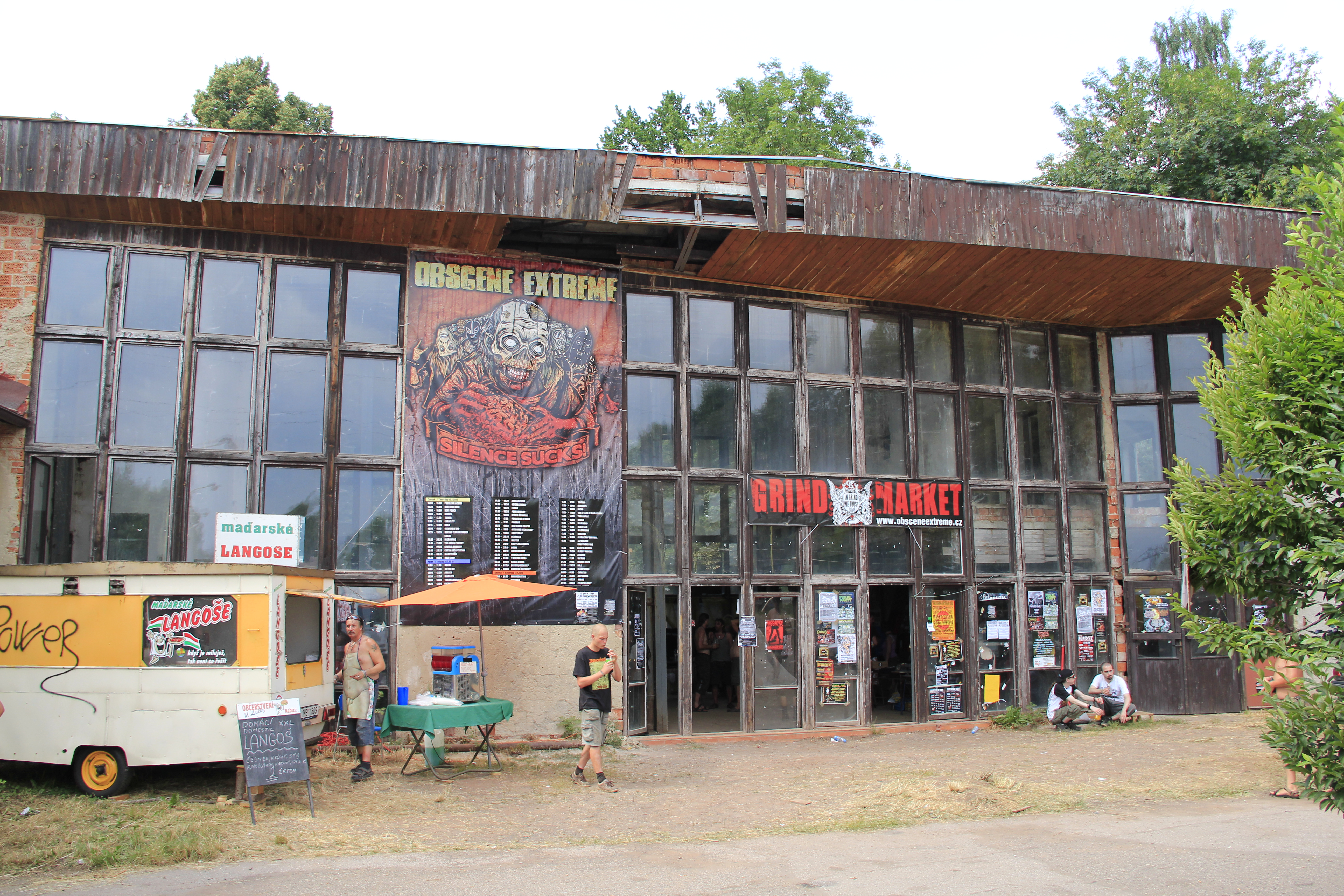
Grind Market na terenie Festiwalu (2010)

Pierwszy dzień festiwalu to tzw. Freak Fest, czyli kilka zwariowanych dyscyplin, które pokazują jak można przetrwać w ekstremalnych warunkach – jazda w koszach na śmieci, wyścigi w wózkach marketowych, jedzenie bardzo ostrej papryki czy picie większej ilości ciepłej słonej wody naraz. Odbywają się też pokazy wrestlingu, podczas których zawodnicy okładają się m.in. wiekiem od trumny czy nabitymi zszywaczami do papieru. Chętnych do udziału nie brakuje.
Mimo bardzo ekstremalnego i obsceniczno-fekalnego charakteru festiwalu na imprezę nie przyjeżdżają przypadkowi ludzie, pojawiają się tu całe rodziny, na terenie imprezy funkcjonuje nawet przedszkole „Kinder Grinder” – dwa duże namioty tipi, gdzie pod opieką pań z obsługi można zostawić dziecko. Oddaje to klimat całej atmosfery Obscene Extreme – na scenie jakieś wrzaski, nieludzkie wycia, a nieopodal 5-latki układają grzecznie klocki czy puzzle w koszulkach z napisem „Little Grinder”.
Od kilku lat twórca festiwalu Curby organizuje kopie swej imprezy w różnych miejscach na świecie takich jak Dżakarta w Indonezji, Melbourne w Australii czy w Meksyku co daje łącznie około 200 zespołów rocznie występujących w ramach tej imprezy.